# 古典蘿莉塔

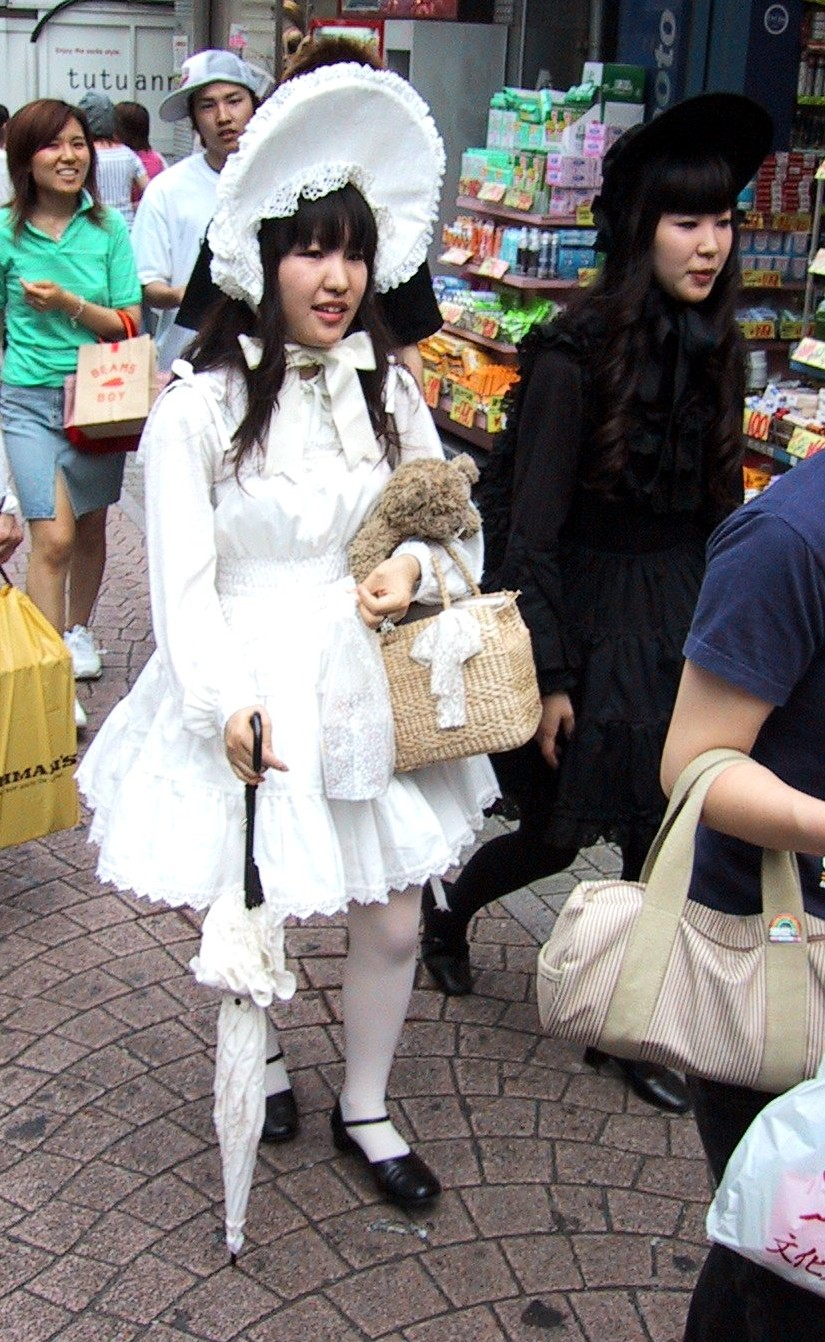
身穿蘿莉塔衣著的日本少女

古典蘿莉塔是一種源自日本的衣著次文化，流行於少眾的青少年，其中以女性佔多。衣著主要模仿英國維多利亞時代的宮廷式服裝。

## 風格
這系風格比甜美蘿莉塔更講究氣質，用料上是更精緻的質料和手工，蕾絲較少以特顯女性線條美及美感。
一般而言，主要用來表現微美且曼妙的格調。

## 色系
顏色較廣泛，有花布，素色。例如玫瑰、百合等等圖案，也有顯出貴族高貴的紅酒色和墨綠色，柔和的米色、粉色系等等。關於『古典蘿莉塔』、『哥德蘿莉塔』等等，多半是種形式的制定與稱辭，常用來強調區別的差異跟走向。

## 打扮/化妝
化妝以淡妝為主，視覺上的用色較不強烈，與哥德的強烈形成意外的對比。常用來表示單純、天真的意象。

## 參看
- 蘿莉塔風尚
- 哥德蘿莉塔